# Villoslada de Cameros
Villoslada de Cameros – gmina w Hiszpanii, w prowincji La Rioja, w La Rioja, o powierzchni 94,71 km². W 2011 roku gmina liczyła 360 mieszkańców.